# Xian de Mengla
Le xian de Mengla (勐腊县 ; pinyin : Měnglà Xiàn) est un district administratif de la province du Yunnan en Chine. Il est placé sous la juridiction de la préfecture autonome dai de Xishuangbanna.
Il est limitrophe de la Birmanie (État Shan) et de trois provinces du Laos (au sud-ouest province de Louang Namtha, à l'extrême sud-est province d'Oudomxay, à l'est province de Phongsaly). Il est traversé par la route nationale chinoise 213 (G213 Lanzhou-Mohan). Dans son prolongement, la route laotienne no 3, parallèle au Mékong, le relie à la Thaïlande (Houei Sai/Chiang Kong).
L'aéroport le plus proche est celui de Jinghong, capitale de la préfecture.

## Démographie
La population du district était de 194 630 habitants en 1999.